# Porsche 912

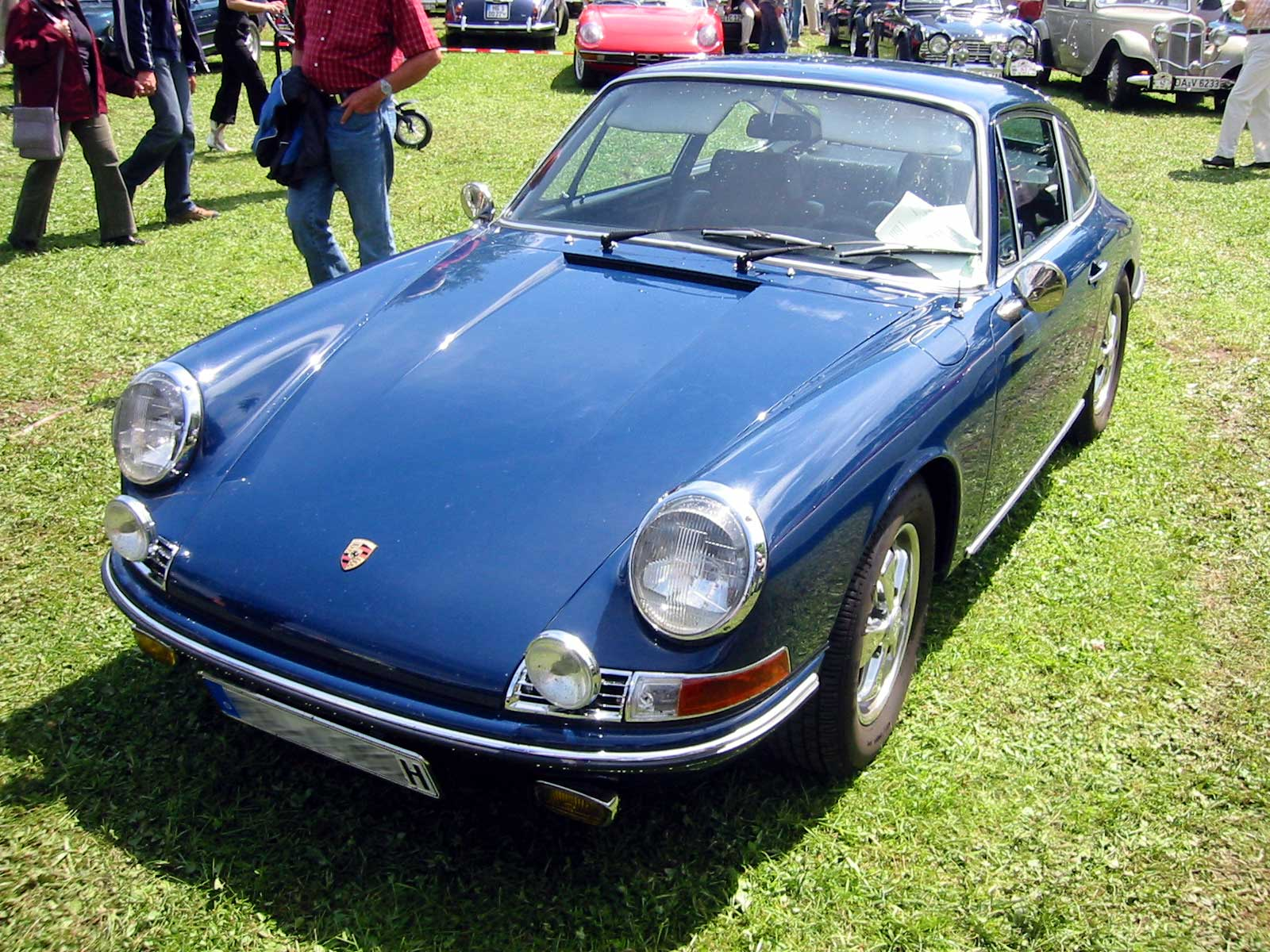
Porsche 912

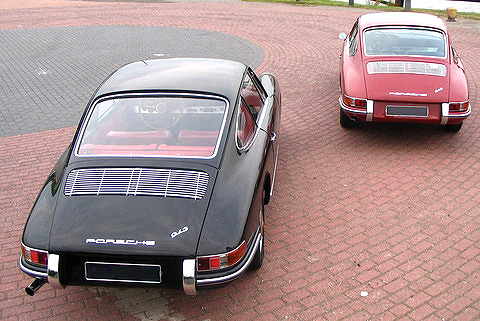
2x Porsche 912, type '66

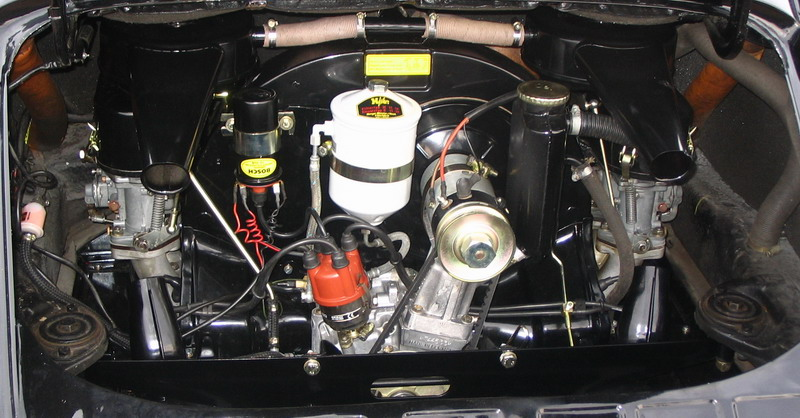
Motorruimte Porsche 912

De Porsche 912 is een sportwagen van de Duitse autoproducent Porsche. Het uiterlijk van de auto is ontworpen door Ferdinand Alexander Porsche ook wel "Butzi" genoemd, zoon van Ferry Porsche, kleinzoon van Ferdinand Porsche de oprichter van het merk Porsche.
De Porsche 912, een vier-cilinder, kwam in april 1965 op de Europese markt. De specificaties waren toen nog niet goedgekeurd voor de Verenigde staten en Groot-Brittannië. De 912 in de export uitvoering werd later in 1965 gepresenteerd (modeljaar 1966). Dit model zou een groot succes worden. De 912 coupé werd bij carrosseriebouwer Karmann en bij Porsche gebouwd.
Dit was twee jaar na de productiestart van de 911. Uiterlijk is deze auto niet te onderscheiden van zijn grotere broer de Porsche 911.
Doordat de aanschafprijs van de 912 ook lager was dan van de 911, bood Porsche de vele trouwe fans van de Porsche 356 de mogelijkheid toch een Porsche te blijven rijden.
Een 356C coupé met 1600 SC motor kostte in 1965 plm. 16450 Duitse mark, de 911 kostte 22900 mark. De eerste 912's kostten 16250 mark. Om de prijs te laten zakken was de 912 iets soberder uitgevoerd dan de 911. De eerste 912’s hadden slechts drie instrumenten, geen houten stuurwiel, geen chromen wielen en geen mistlampen. De 911 en de latere 912’s hadden vijf instrumenten. Bij de eerste vijfhonderd auto’s was het dashboard gespoten in de carrosseriekleur. Het dashboard werd later matzwart uitgevoerd met een strook geborsteld aluminium, de 911 had een strook fineer teakhout.
Al heel snel na de introductie was de 912 met een vijfbak leverbaar (met vijfbak 340 mark extra). De prestaties waren heel behoorlijk. De viercilinder accelereerde van stilstand naar 100 km/u in 13,5 seconden, en had een topsnelheid van 185 km/uur. Dankzij de lichtere motor was de wegligging van de 912 aanzienlijk beter dan die van de eerste 911's.
De technici van Porsche waren van plan de wielophanging van de Porsche 356 te gebruiken en pas op het allerlaatste moment (1964) werd besloten een volledig verbeterde wielophanging te ontwikkelen. De wielophanging van de Porsche 900 serie was absoluut uniek voor de tijd; voor longitudinale torsiestaven ondersteund door McPherson veerpoten en stabilisator en achter semi-onafhankelijke wielophanging met langsdragers en dwarsdragers volgens Porsche patent met torsiestaven. Als optie was zelfs een stabilisator beschikbaar. Ondanks het feit dat de Porsche 900 serie op een smalle 4,5” velg met een 165 HR 15 band staat, is de auto goed te hanteren. De Porsche 900 serie vraagt een ervaren chauffeur, vooral in de snelle bochten. Door de achterin geplaatste motor heeft de auto een sterk overstuurd karakter. Sterker nog : gas loslaten in een snel genomen bocht (vooral op nat wegdek) laat de auto aan de achterzijde zeer snel uitbreken.
In 1966 produceerde Porsche 9090 stuks van de 912. Ongeveer de helft van deze auto’s werd verkocht in de Verenigde Staten, een kwart in Duitsland en het restant in andere landen van Europa en wereldwijd.
In 1967 werd de 4,5” Fuchs velg geïntroduceerd voor de 911S en werd als optie verkrijgbaar voor de 911 én de 912. De dure optie werd gelijk érg populair.
In 1967 werd een nieuwe motorophanging met rubbers geplaatst. Deze nieuwe ophanging zorgde voor minder resonanties in het interieur. Als de motor echter niet goed was afgesteld, schudde de motor meer dan het vorige type. De 911/912 kreeg in dit jaar een gescheiden remsysteem. Totaal werden er 8.436 wereldwijd verkocht.
In 1968 werd een nieuwe Bosch stroomverdeler geïntroduceerd, de Bosch 0231 129 061 (met vacuüm) in plaats van de Bosch 0231 129 022 die op de eerdere modellen zat (ook op de 356C). Ook kwam er een nieuwe (zeldzame) optie, het schuifdak. De Fuchs- ,stalen- en verchroomde wielen werden verbreed naar 5,5”. Er werden in dit jaar 6904 auto’s verkocht.
In 1969 werd, om de rijeigenschappen te verbeteren, de wielbasis verlengd van 2211 naar 2268 mm. De meest in het oog springende verandering was de verbreding van de spatbordranden, dit om het uiterlijk sportiever te maken. De knipperlichtunits werden gewijzigd. Het glas hiervan was nu wel te vervangen. Bij de eerdere modellen bleek de schade érg groot bij slechts een gebroken glaasje. Het stuurwiel werd veranderd. De bevestiging van de veiligheidsgordels werd verbeterd. Het interieur werd luxer en completer. De Fuchs wielen werden verbreed naar 6”. In 1969 werden 5485 auto’s van het model 912 verkocht.
De productie van de 912 stopte in 1969, maar er werd nog wel een 912E uitgebracht in het jaar 1976.

## De Targa

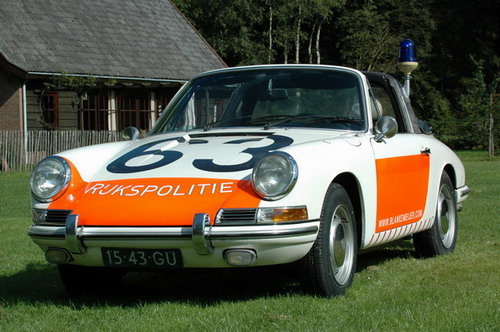
912 Targa in kleurenschema/uitvoering zoals de Nederlandse rijkspolitie hem ooit gebruikte

Dr. Porsche wilde de traditie van de cabriolet voortzetten. Daarom vroeg hij Butzi Porsche in 1965 om een nieuwe open 911/912 te ontwerpen. Dit ontwerp was niet gemakkelijk omdat de carrosserie van de 901 serie veel van zijn stijfheid aan het dak ontleende. Zonder dak had de carrosserie een zwak punt net achter de portieren. Dit werd opgelost door een rolbeugel te plaatsen. Deze rolbeugel werd met roestvrij staal bekleed en werd onderdeel van de vloeiende lijn.
Porsche noemde het ontwerp Targa, genoemd naar de voor Porsche zo succesvolle Targa Florio races in Sicilië. De Targa werd in december 1966 in productie genomen. Het eerste dak dat werd ontworpen voor de Targa voldeed niet in de praktijk, het canvas dak bolde te veel tijdens het rijden op hogere snelheid.
Er werd een stugger kunstlederen dak ontworpen. De eerste auto’s kregen een uitritsbare soft-window achterruit. Echter na 3 a 4 jaar werd de ruit kwalitatief minder door invloed van de zon en het opvouwen. In 1968 werd de achterruit vervangen door een glazen ruit. De uitritsbare ruit was nog wel enige tijd als optie leverbaar. 
Een van de eerste Targa’s was een legendarische auto; het was namelijk de 100.000-ste Porsche ooit gebouwd. Deze Targa werd gebouwd voor de “Deutsche Polizei” van de staat Baden-Württemberg. Porsche leverde vele Porsches 911 en 912 Targa aan de Duitse en Nederlandse politie.